# サバウダ美術館
サバウダ美術館（サバウダびじゅつかん、英語: Sabauda Gallery、イタリア語: Galleria Sabauda）は、イタリアのトリノにある美術館である。

## 概要
サバウダ美術館は、カルロ・アルベルト・ディ・サヴォイアの意志によって1832年に設立された。9世紀頃に始まるサヴォワ地方の辺境伯貴族で、のちのイタリア統一運動の核となり、統一後イタリア王室の地位に就いたサヴォイア家の私的収集品をベースとした美術館。

## コレクション
- オランダの画家
  - ヘラルト・ドウ
  - ヤン・ファン・エイク
  - ロヒール・ファン・デル・ウェイデン (side panels of the Annunciation Triptych)
  - ヤン・ファン・フュヒテンブルフ
  - ハンス・メムリンク (Scenes from the Passion of Christ)
  - レンブラント・ファン・レイン
  - アンソニー・ヴァン・ダイク

- イタリアの画家
  - ドゥッチョ・ディ・ブオニンセーニャ（『グアリーノの聖母』）
  - マクリーノ・ダルバ
  - サンドロ・ボッティチェッリ
  - フィリッピーノ・リッピ（Three Angels and Young Tobias）
  - ベルナルド・ダッディ
  - フラ・アンジェリコ
  - ピエロ・デル・ポッライオーロ
  - アーニョロ・ブロンズィーノ
  - ベルナルド・ベッロット
  - Giovanni Canavesio
  - オラツィオ・ジェンティレスキ
  - アンドレア・マンテーニャ
  - ジローラモ・サヴォルド
  - ジョヴァンニ・バッティスタ・ティエポロ
  - ガウデンツィオ・フェラーリ
  - Defendente Ferrari
  - ジョヴァンニ・ベリーニ
  - グエルチーノ
  - フランチェスコ・カイロ
  - セバスティアーノ・リッチ
  - Giovanni Martino Spanzotti
  - ティツィアーノ・ヴェチェッリオ
  - パオロ・ヴェロネーゼ
  - ティントレット

- フランスの画家
  - ピエール・シュプレイラス

## ギャラリー

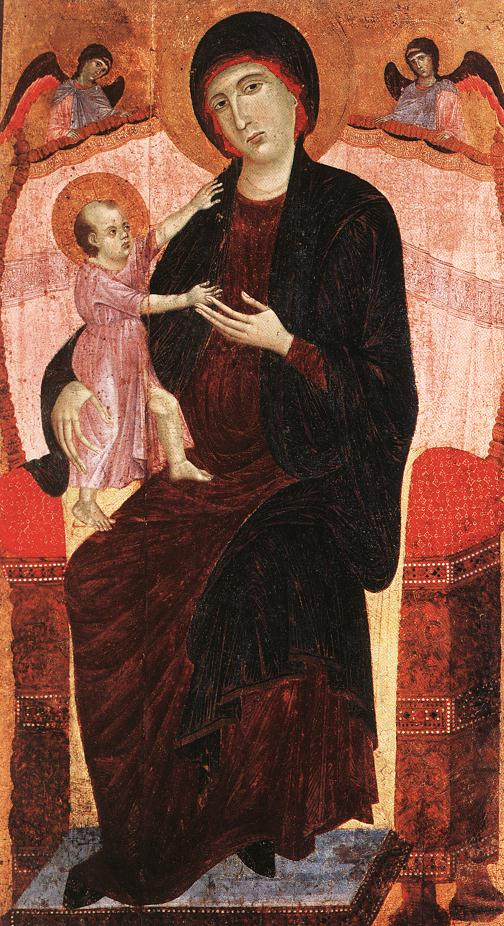
ドゥッチョ・ディ・ブオニンセーニャ 『グアリーノの聖母』1280年頃 157 x 86 cm
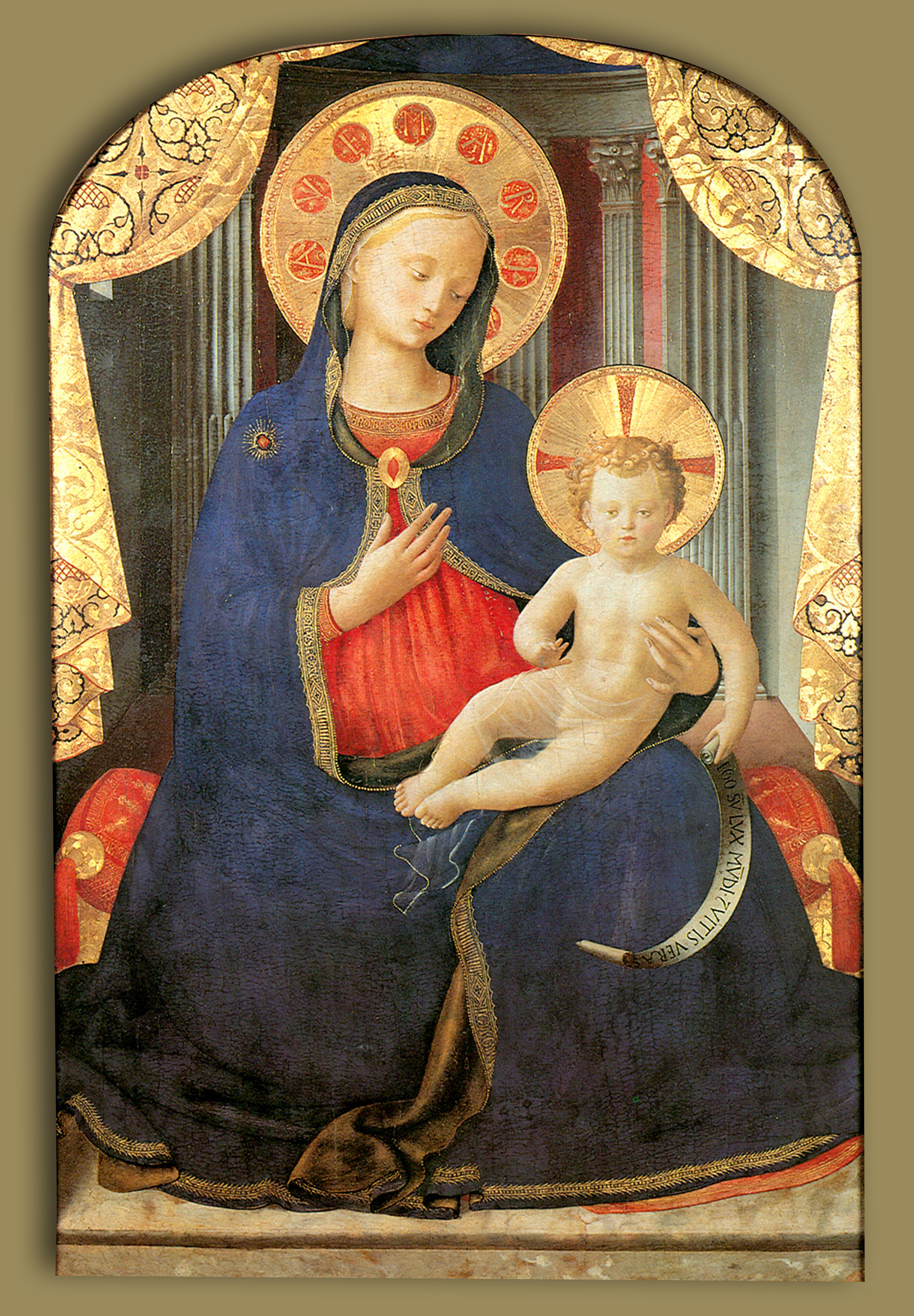
フラ・アンジェリコ 『聖母子』1430年頃 63 x 47 cm
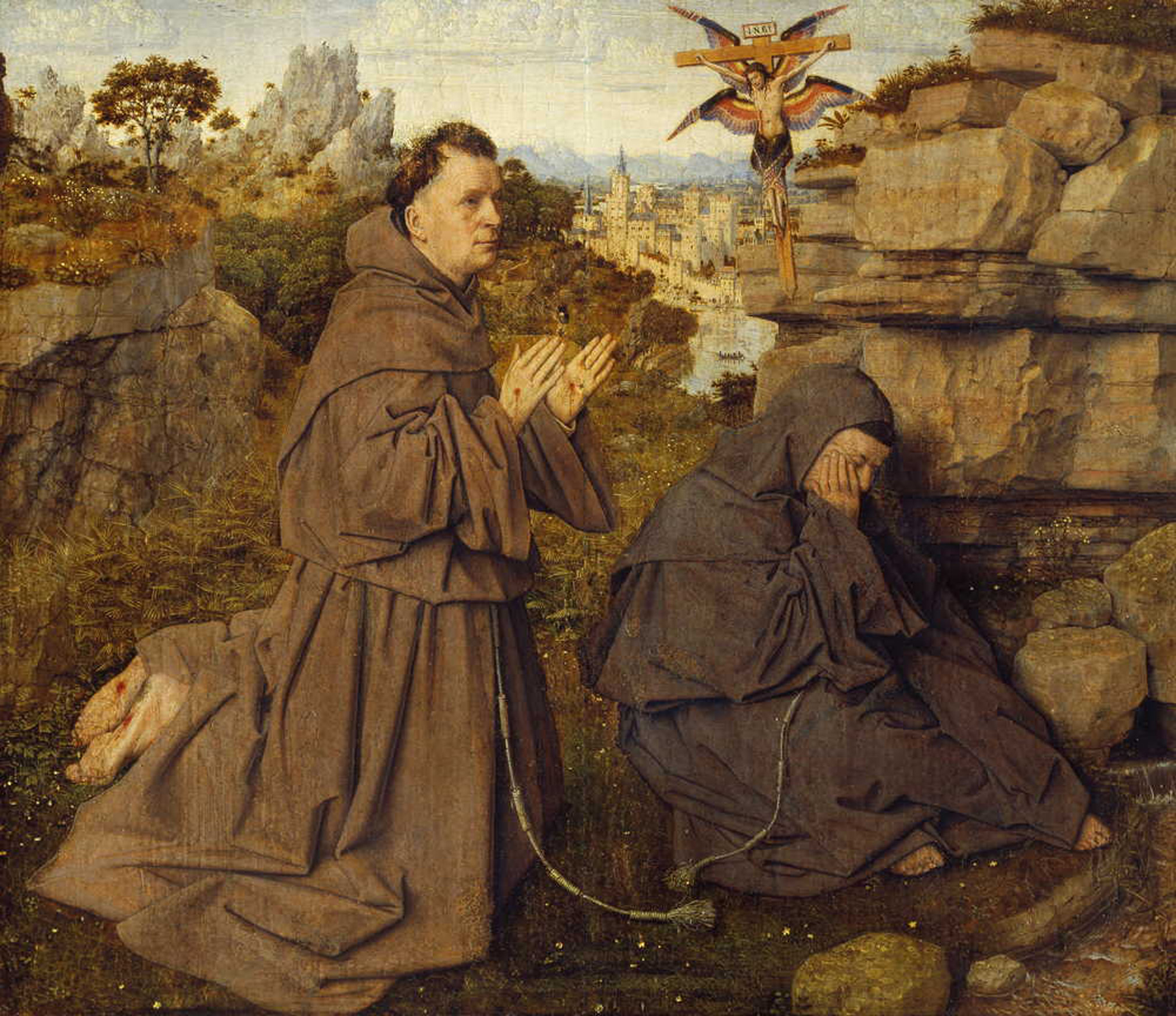
ヤン・ファン・エイク『聖痕を受ける聖フランチェスコ』1432年頃
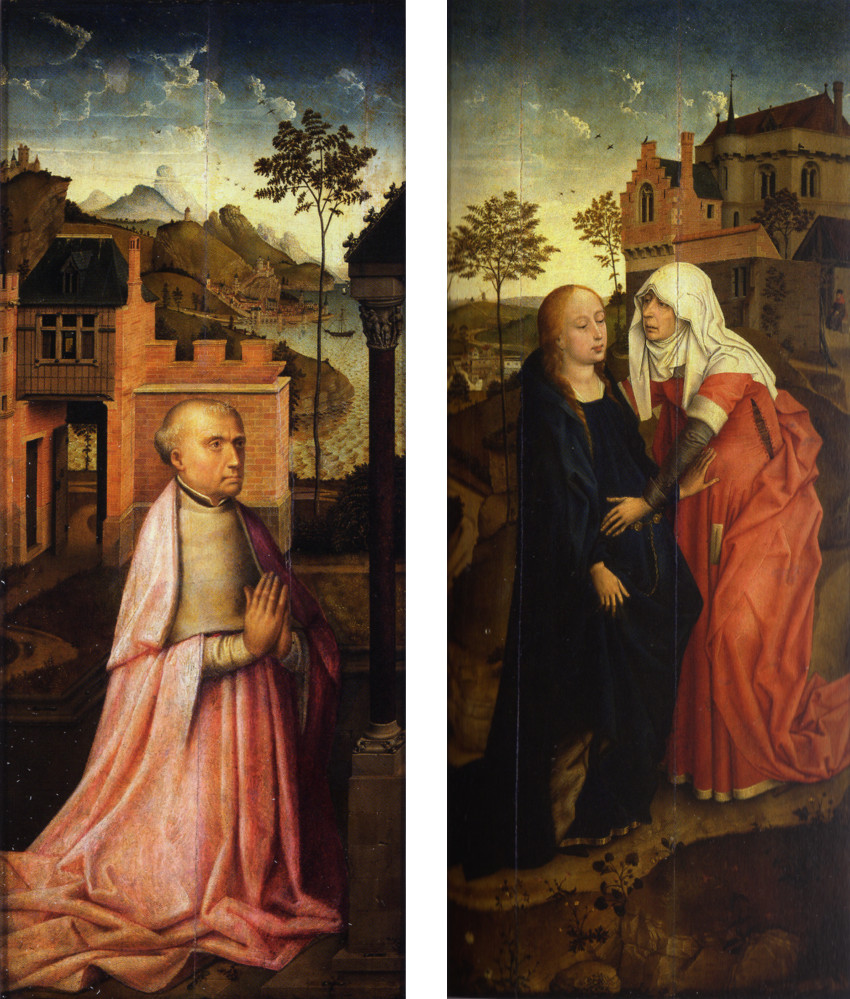
ロヒール・ファン・デル・ウェイデン 『受胎告知の三連祭壇画』（左右翼)1434年頃
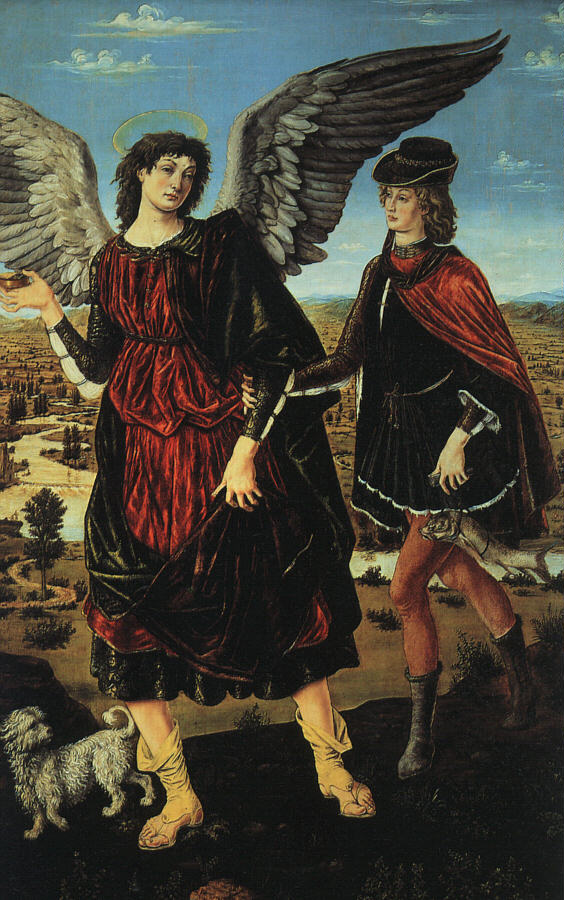
アントニオ・デル・ポッライオーロ 『大天使ラファエルとトビアス』1455年-1470年頃 187 x 118 cm
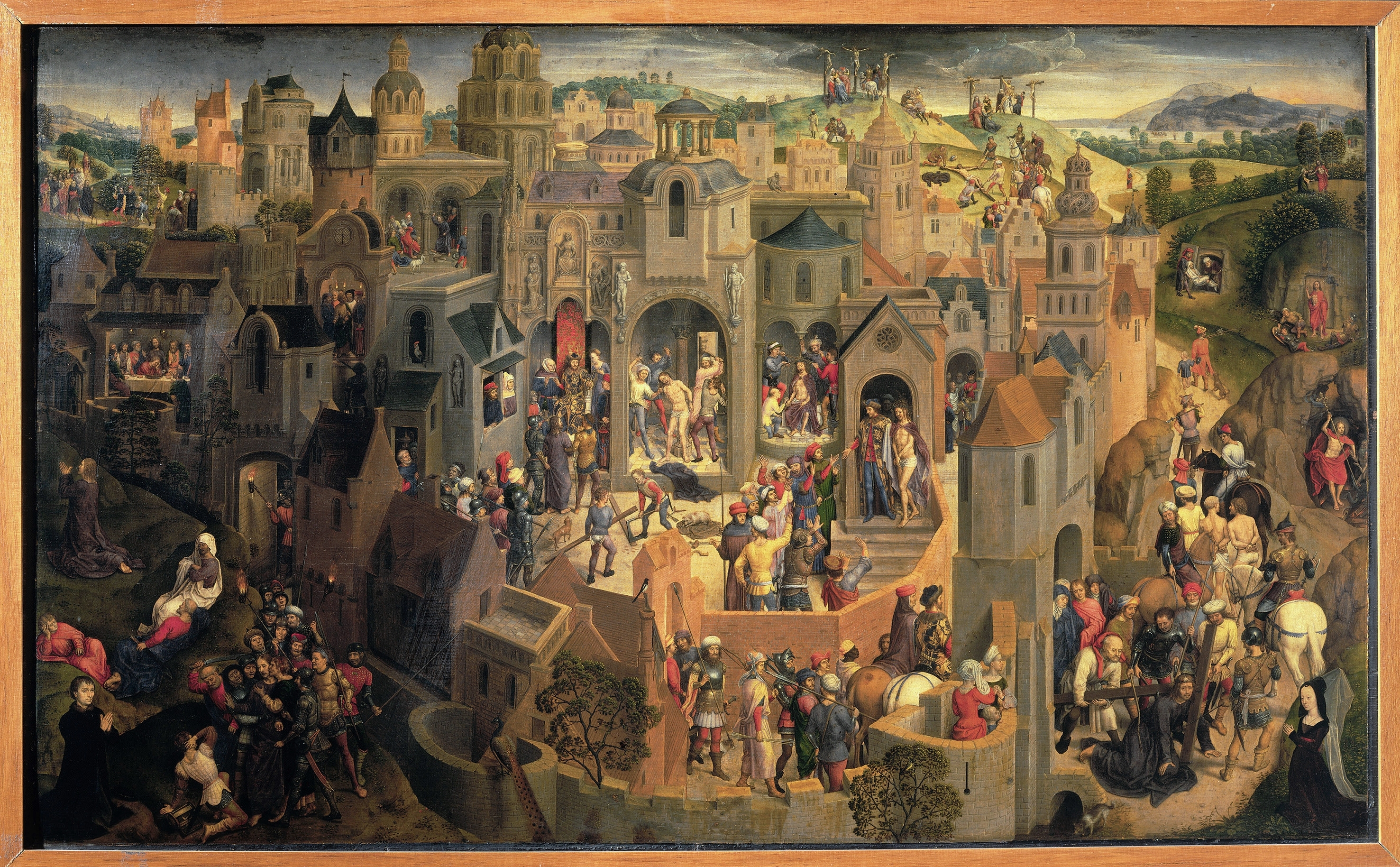
ハンス・メムリンク 『キリストの受難』1470年頃 57 x 92 cm
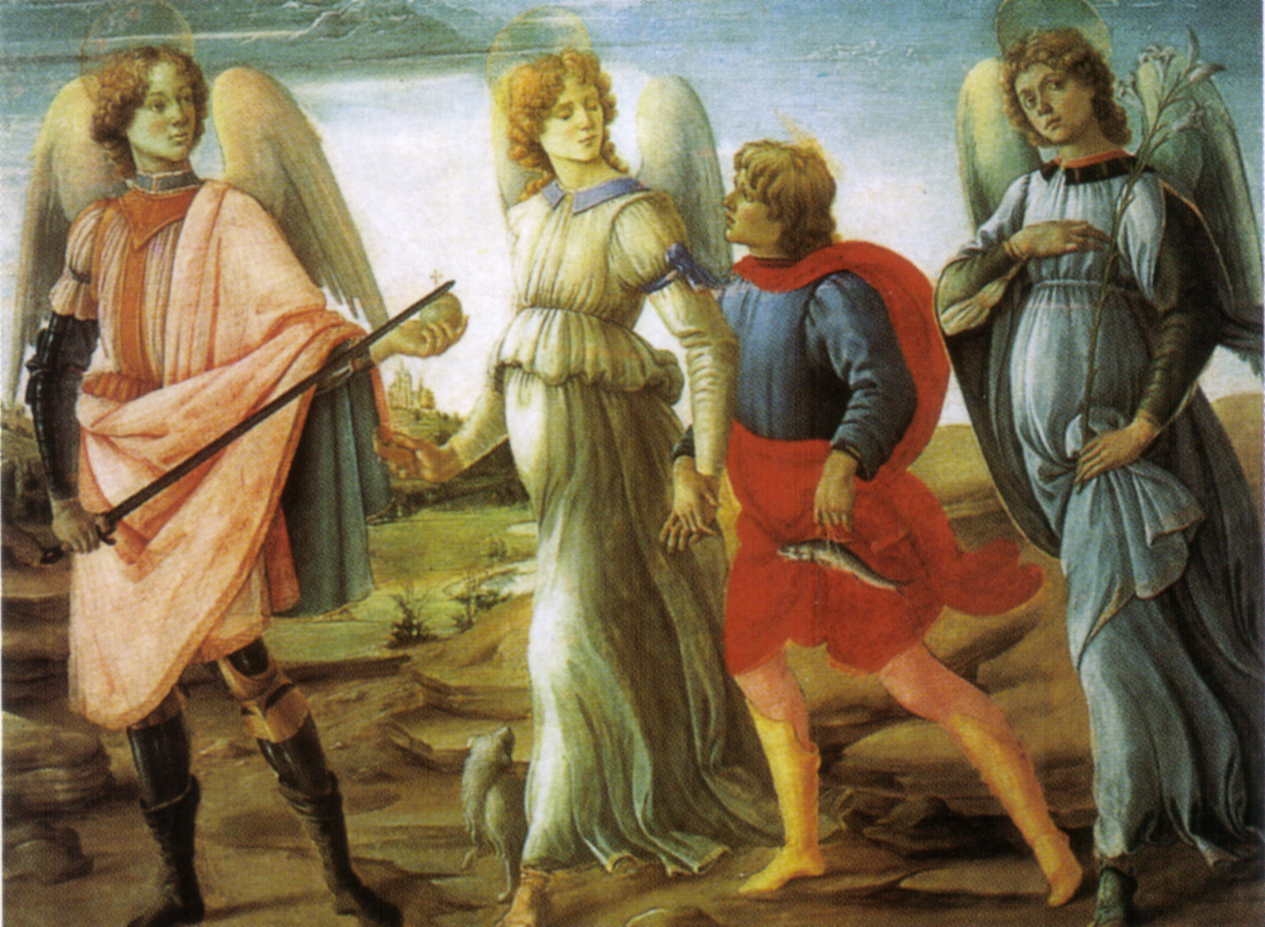
フィリッピーノ・リッピ 『三人の大天使と若いトビアス』1485年頃 100 x 127 cm
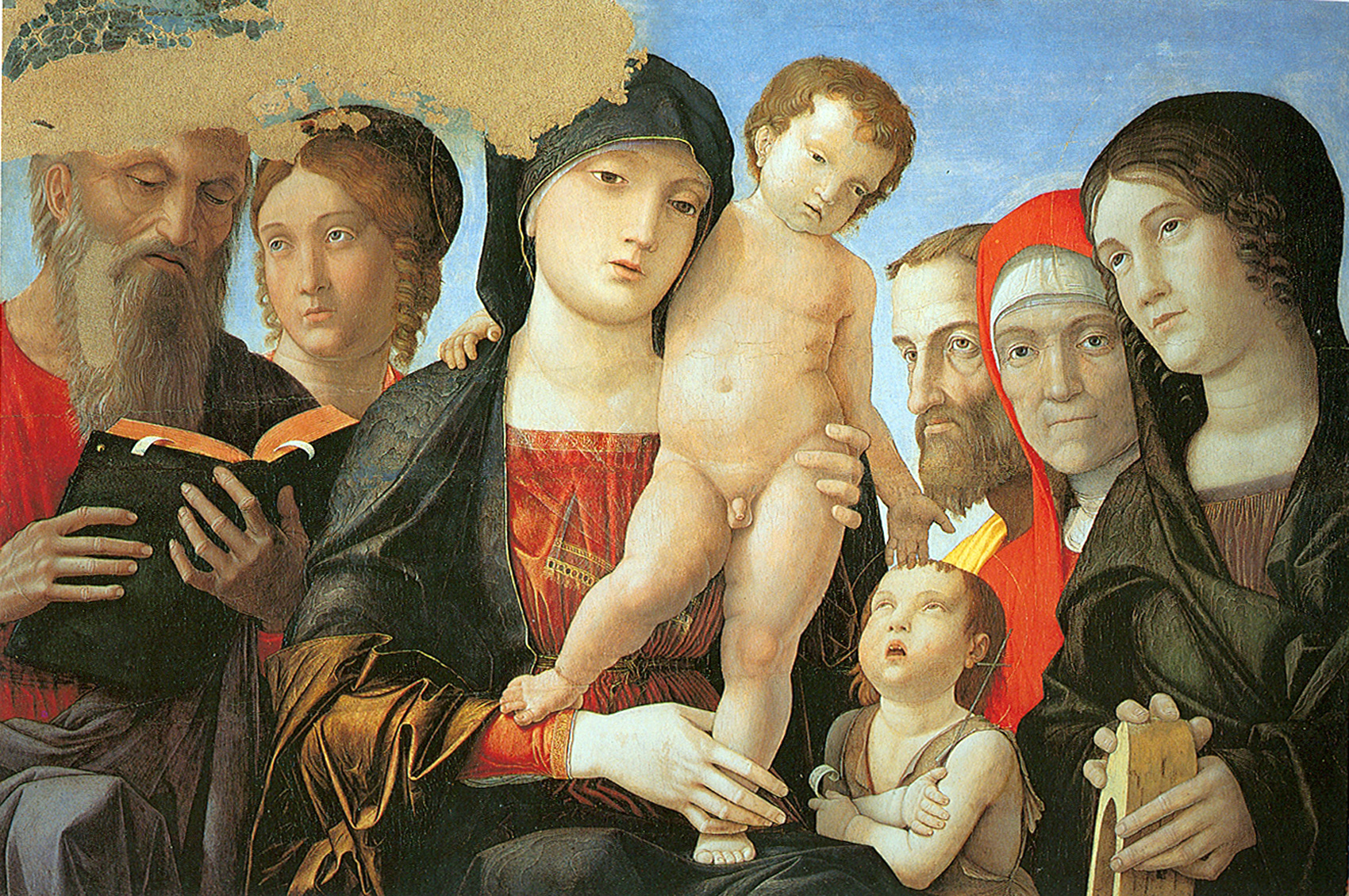
アンドレア・マンテーニャ 『聖母子と聖人たち』1500年頃 61.5 x 87.5 cm
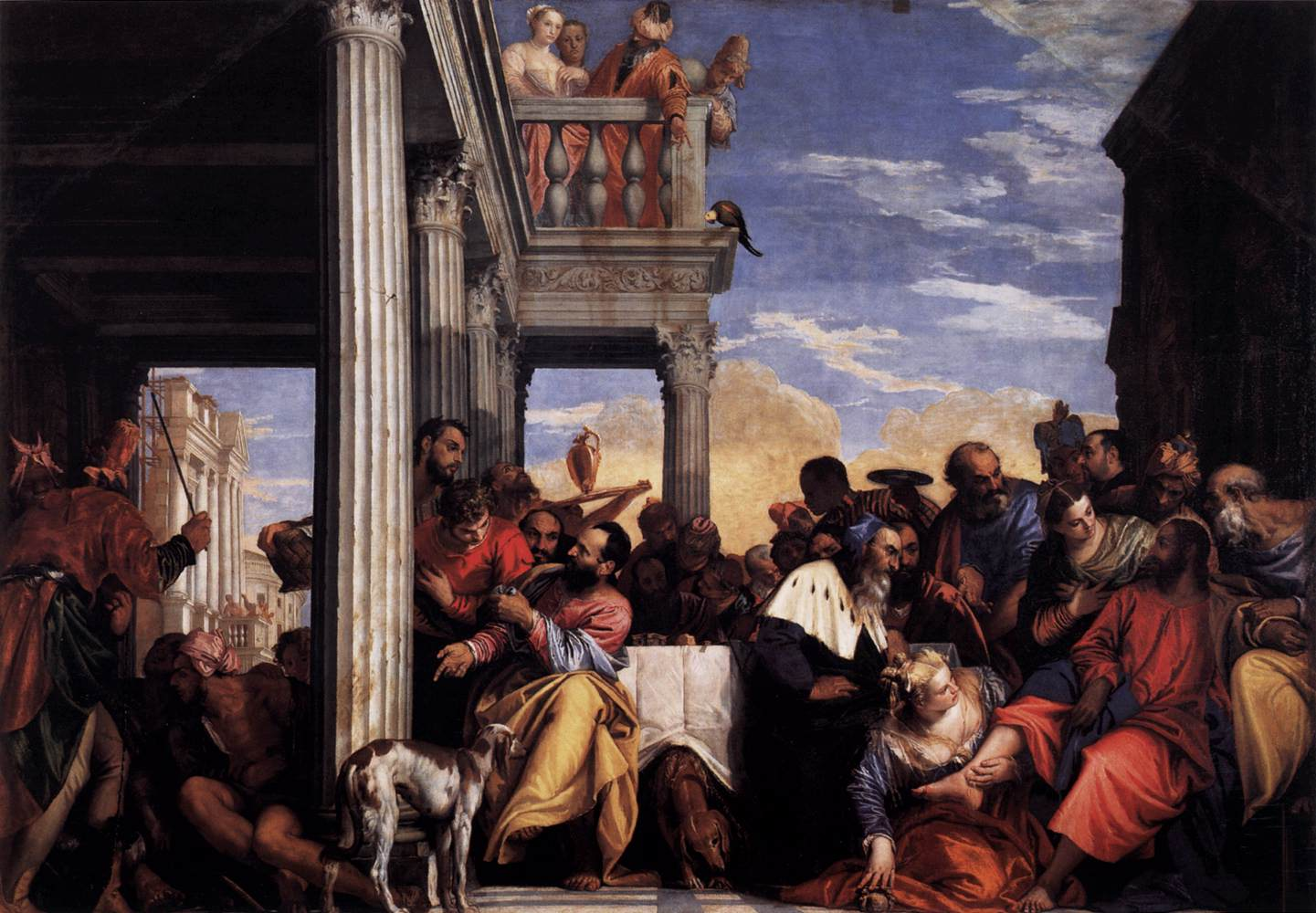
パオロ・ヴェロネーゼ 『パリサイ人シモンの家の晩餐』1560年頃 315 x 451 cm
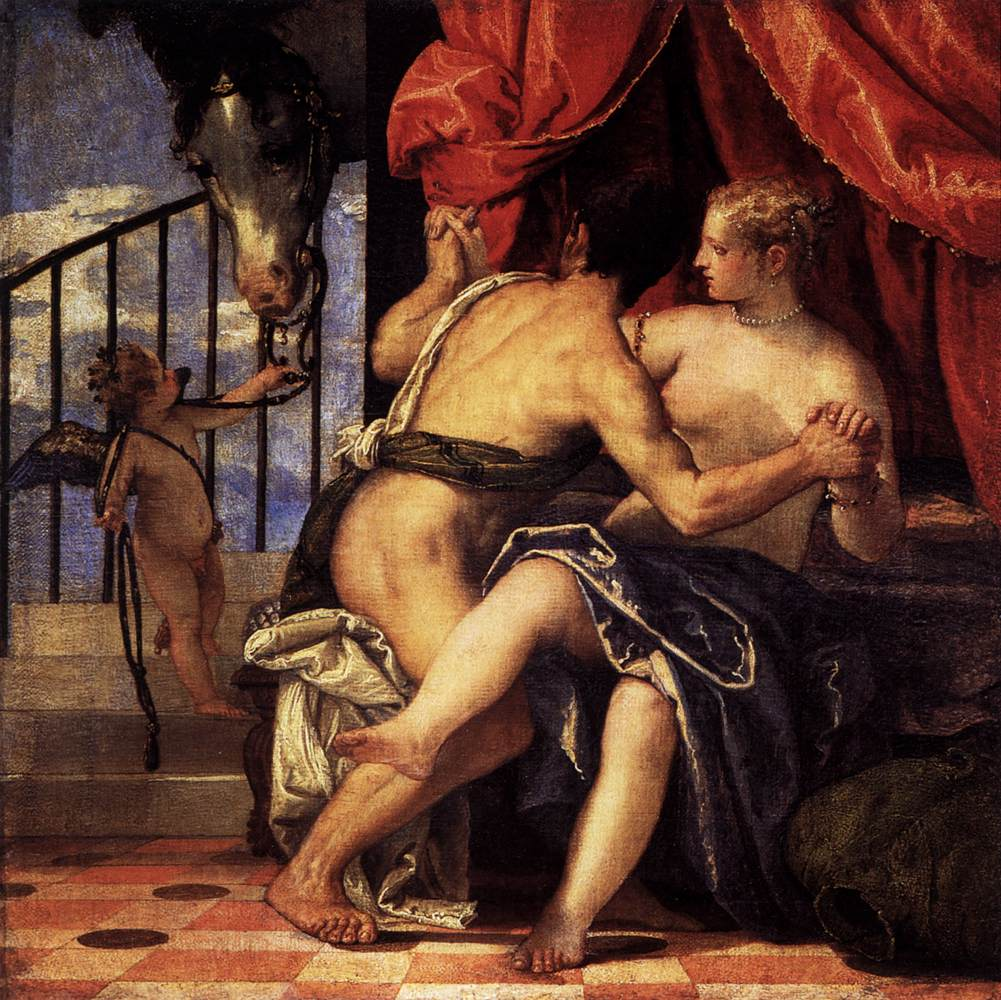
パオロ・ヴェロネーゼ 『ヴィーナスとマルス、キューピッド』1570年頃 47 x 47 cm
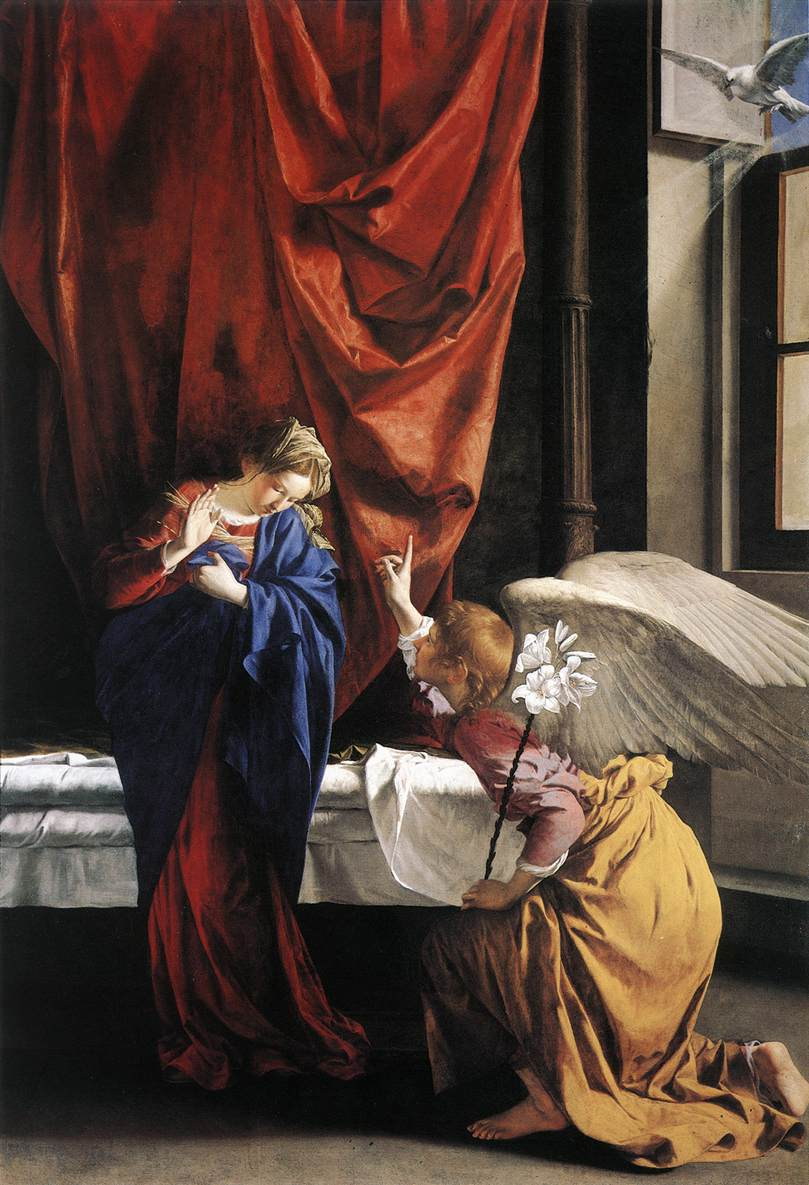
オラツィオ・ジェンティレスキ 『受胎告知』1623年 286 x 196 cm
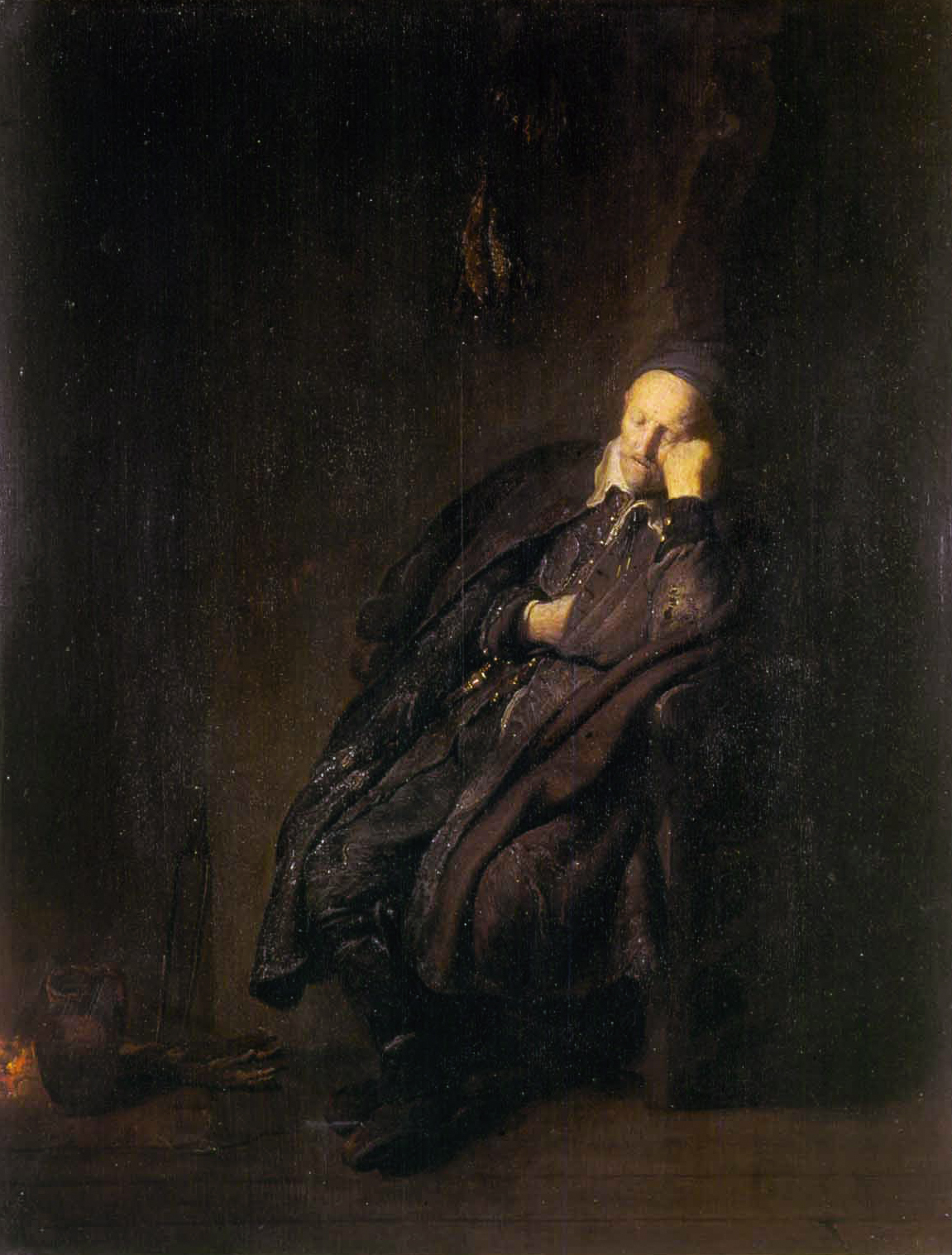
レンブラント・ファン・レイン 『火のそばで眠る老人』1629年頃 52 x 41 cm